# N109 (Frankrijk)
De N109 is een route nationale in het zuiden van Frankrijk. De weg is 8 kilometer lang en vormt het meest oostelijke ontsluitingsstuk van de A750 met de agglomeratie van Montpellier. Deze route dient vooral als doorgaande verbindings-as voor verkeer vanuit de regio Montpellier richting de A750. Met een profiel van 2x2-rijstroken, gescheiden rijbanen en ongelijkvloerse kruisingen is de weg relatief goed uitgebouwd.

## Toekomst
Momenteel eindigt de N109 vrij abrupt ter hoogte van Montpellier-Celleneuve. Doorgaand verkeer richting de A709 moet vanaf hier van het onderliggend wegennet gebruik maken om de tolweg te bereiken. Door deze menging van doorgaand verkeer met lokaal verkeer zijn de wegen in en rond Montpellier in de spitsperioden zwaar overbelast. 
Om dit probleem te verlichten bestaan er plannen om de A750 te verlengen tot aan de A709 middels een zogenaamde Contournement Ouest de Montpellier. Hierbij wordt een geheel nieuw snelwegtracé aangelegd tussen de N109 nabij Juvignac en de A709 ter hoogte van Saint-Jean-de-Védas. Aansluitend zal ook de N109 tussen Bel-Air en Juvignac worden opgewaardeerd naar autosnelweg, zodat de N109 praktisch geheel omgenummerd kan worden naar A750. Deze plannen zijn op dit moment echter nog weinig concreet.
N1 · N2 · N3 · N4 · N5 · N6 · N7 · N9 · N10 · N11 · N12 · N13 · N14 · N15 · N17 · N19 · N19J · N20 · N21 · N22 · N24 · N25 · N27 · N28 · N31 · N33 · N34 · N36 · N37 · N41 · N42 · N43 · N44 · N47 · N49 · N51 · N52 · N57 · N58 · N59 · N61 · N61A · N65 · N66 · N67 · N70 · N77 · N79 · N80 · N82 · N83 · N85 · N86 · N87 · N88 · N89 · N90 · N94 · N98 · N100 · N102 · N104 · N105 · N106 · N109 · N112 · N113 · N116 · N118 · N118A · N118B · N122 · N123 · N124 · N125 · N126 · N129 · N134 · N135 · N136 · N137 · N138 · N141 · N142 · N145 · N147 · N149 · N150 · N151 · N154 · N157 · N158 · N159 · N162 · N164 · N165 · N166 · N171 · N174 · N175 · N176 · N182 · N184 · N186 · N186A · N186B · N188 · N191 · N192 · N201 · N202 · N205 · N209 · N216 · N221 · N224 · N225 · N227 · N230 · N237 · N244 · N248 · N249 · N250 · N254 · N265 · N274 · N282 · N296 · N301 · N303 · N306 · N314 · N315 · N316 · N320 · N324 · N330 · N337 · N338 · N346 · N353 · N356 · N363 · N385 · N388 · N401 · N406 · N410 · N416 · N425 · N431 · N440 · N441 · N444 · N446 · N449 · N481 · N486 · N488 · N489 · N520 · N524 · N532 · N537 · N542 · N543 · N568 · N569 · N572 · N580 · N814 · N844 · N1007 · N1012 · N1013 · N1014 · N1019 · N1021 · N1029 · N1031 · N1043 · N1050 · N1075 · N1083 · N1104 · N1113 · N1134 · N1135 · N1141 · N1154 · N1338 · N1547 · N1569 · N2028 · N2043 · N2057 · N2162 · N2249